# マロン酸およびメチルマロン酸尿合併症
マロン酸およびメチルマロン酸尿合併症 (英: Combined malonic and methylmalonic aciduria, CMAMMA) は、複合マロン酸・メチルマロン酸血症とも呼ばれ、マロン酸とメチルマロン酸の濃度上昇を特徴とする遺伝性の代謝疾患である。CMAMMAはメチルマロン酸血症の最も一般的な型の一つであり、おそらく最も一般的な先天性代謝異常の一つであろうとする研究者がいる。診断される頻度が低いため、ほとんどの場合、発見されないままである。

## 症状・徴候
CMAMMAの臨床表現型は非常に不均一であり、無症状、軽度から重度の症状まで様々である。 基礎となる病態生理はまだ解明されていない。文献では以下の症状があると報告されている。
- 代謝性アシドーシス[7][5][8]
- 昏睡[2][6]
- 低血糖[7][2][6]
- 発作[7][5][8][2]
- 胃腸疾患[5][8]
- 発達遅延[5][8][2]
- 発話遅延[2][4]
- 成長の失敗[2]
- 精神疾患[2]
- メモリの問題[2]
- 認知機能低下[2]
- 脳症[4]
- 心筋症[7][5][8]
- 異形の特徴[5][8]

小児期に最初の症状が現れる場合、中間代謝障害である可能性が高いが、成人では通常、神経症状である。

## 原因
CMAMMAは、ACSF3遺伝子がコードするミトコンドリア酵素アシルCoA合成酵素ファミリーメンバー3の欠損（OMIM#614265）と、MLYCD遺伝子がコードするマロニルCoA脱炭酸酵素欠損（OMIM#248360）に原因によって分けられる。

## 診断方法
臨床症状が多岐にわたり、新生児スクリーニング・プログラムをほとんどすり抜けてしまうため、CMAMMAは十分に認識されていない疾患であると考えられている。

### 新生児スクリーニングプログラム
ACSF3によるCMAMMAは、メチルマロニル-CoA、マロニル-CoA、プロピオニル-CoAの蓄積をもたらさず、アシルカルニチンプロファイルに異常が見られないため、CMAMMAは通常の血液による新生児スクリーニングプログラムでは検出されない。特殊なケースとして、ケベック州があり、血液検査に加えて、ケベック新生児血液・尿スクリーニングプログラムで出生後21日目に尿のスクリーニングも行っている。このようにケベック州は、選択バイアスのない世界で唯一の患者コホートであるため、CMAMMAの研究にとって興味深い存在となっている。

### マロン酸／メチルマロン酸比
血漿中のマロン酸/メチルマロン酸比を計算することにより、CMAMMAは古典的なメチルマロン酸血症と明確に区別することができる。これは、メチルマロン酸血症におけるビタミンB12反応者と非反応者の両方に当てはまります。尿中のマロン酸値やメチルマロン酸値の使用は、この比率の算出には適さない。
ACSF3によるCMAMMAでは、メチルアムロン酸の値がマロン酸の値を上回ります。一方、マロニルCoA欠損によるCMAMMAでは、その逆となる。

### 遺伝子検査
CMAMMAは、ACSF3およびMLYCD遺伝子の解析により診断することができる。